# Lurdes Barba i Rodríguez
Lurdes Barba i Rodríguez (Barcelona, 8 de febrer de 1949) és una actriu i directora teatral catalana.

## Formació
Barba i Rodríguez estudià interpretació a l’Escola de Nous Estudis dels Joglars, l’Escola Adrià Gual i a l'Institut del Teatre. Té formació en direcció escènica a l'Institut del Teatre i Llicenciada en Humanitats per la Universitat Oberta de Catalunya. S'ha dedicat a la docència d'interpretació a diverses escoles tals com l'Institut del Teatre o l'Escola Universitària ERAM.

## Trajectòria
El seu debut teatral tingué lloc el 1971 a Madrid amb La cocina, de Wesker, dirigida per Miguel Narros. Ha treballat amb directors com Lluís Pasqual i Sánchez, Rafel Duran i Domenge, Xavier Albertí i Gallart, Carme Portacelli i Roig, Àlex Rigola o Jordi Casanovas i Güell.
Com a directora teatral ha dirigit obres de Lluïsa Cunillé, Josep Maria Benet i Jornet, Peter Turrini, Jordi Coca, Maria Barbal i Farré o Josep Maria de Sagarra i de Castellarnau. Per exemple el monòleg El dolor (2019) de Marguerite Duras; L'hèroe (2020) de Santiago Rusiñol, sobre la masculinitat tòxica o també del 2020 la simbolista La casa de les aranyes de Paco Zarzoso.
En cinema ha participat a Amor idiota (2004) de Ventura Pons i Sala, Veïnes (2007) de Marta E. Vilatella o L'assaig (2015) de Lluís Baulida.
En Televisió ha participar a Perduts al parking (1978), A través del cel obert(1979) de Josep Maria Benet i Jornet
El 2021 va protagonitzar amb Muntsa Alcañiz, Imma Colomer Marcet i Vicky Peña l'obra de Caryl Churchill I només jo vaig escapar-ne (2016). Juntament amb les també directores i actrius Lina Lambert i Imma Colomer va estrenar Talking heads, d'Alan Bennett (1988), al Teatre Akadèmia. El 2023 va participar a La plaça del diamant, dirigida per Carlota Subirós, al Teatre Nacional de Catalunya. De la mateixa directora, el 2025, va formar part del repartiment de l'obra Olympia, de Carlota Subirós, al Teatre Lliure
Té dos Premis de la Crítica de Barcelona a la millor interpretació per A la meta de Thomas Bernhard (1981) i Les presidentes de Werner Schwab (1988) i dirigida per Carme Portaceli.

## Vida personal
Va ser parella de l'actor Francesc Lucchetti, amb qui va tenir dos fills, Judit i Hug.